# GCJ
O GNU Compiler for Java (GCJ) é um compilador estático para Java que é parte do GCC. Ele pode compilar Java para o bytecode da JVM ou compilá-lo diretamente para código de máquina para qualquer CPU suportada pelo GCC. Ele também pode compilar arquivos *.class contendo bytecode Java ou arquivos JAR inteiros para código de máquina. Quase toda biblioteca usada pelo GCJ vem do projeto GNU Classpath.

## CNI (Compiled Native Interface)
A Compiled Native Interface (CNI)  é um framework para o GCJ que - assim como o JNI - permite que as classes Java acessem código nativo. Apesar de ser mais simples que o JNI, ela desvia do padrão "puro-Java". A interface JNI por fim acabaria sendo implementada pelo GCJ, mas apenas depois do CNI.